# 우암주

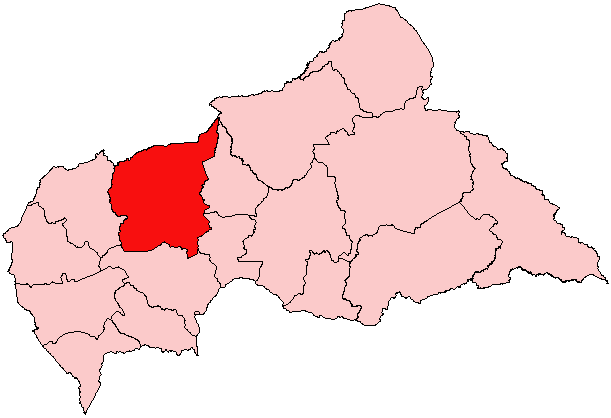
우암 주의 위치

우암주(Ouham)는 중앙아프리카 공화국 북부에 위치한 주로, 주도는 보상고아이다. 북쪽으로는 차드와 국경을 맞대고 있으며 남쪽으로는 옴벨라음포코 주, 서쪽으로는 우암펭데 주, 동쪽으로는 케모 주, 나나그레비지 주와 인접해 있다.